# Oha
Oha (oroszul: Оха, japánul: Okutan (奥端町) vagy Okuhan  (奥哈町)) város Oroszországban, a Távol-keleti szövetségi körzet Szahalini területén, a sziget észak-keleti részén, az Ohai járás székhelye. Vasúti összeköttetésben áll Moszkalvo kikötővárossal, valamint saját reptérrel rendelkezik.

## Történelme[3][4]
1880-ban a területen olajföldet fedeztek fel, amelyhez közel alakult ki Oha (régi nevén Ohe) település. Viszont olajat több sikertelen próbálkozás után sem találtak, ezért a falut üresen hagyták. A Szahalinon található lakott területek 1900-ban kiadott listáján Oha nem szerepelt, ráadásul 1908-ban egy expedíció során üresnek találták a területet.
1910-ben a G.I. Zotova és Cége nevű cég olajfúrótornyot épített ide, valamint kutat ásott neki. De hiába, az olajtermelés ebben az esetben sem vált be, ellenben a torony, melynek neve Zotov-torony, megmaradt, és ma már védett műemlék.
1920 és 1925 között a város Japán fennhatósága alá került, és neve is változott, Okutan-ra vagy Okuhan-ra, attól függ, a japán melyik fajtáját beszélték. Az ipari olajtermelést 1921-ben újrakezdték.
1925-ben visszaszerezte a Szovjetunió, majd ez év októberében Oha a Keleti (később az Ohai) járás központjává vált. 1929-ben Dolgozók településévé, 1938-ban várossá nyilvánították.
A város neve az Oha folyó nevéből származik, ami amely törzsi nyelven "ízetlen"-t jelent, amely nevet a folyó az olaj által okozott koszos víz miatt kapott.

## Gazdasága
Oha egy nagy központja az olaj- és gázkitermelésnek. Az ohai olaj olajcsöveken keresztül Komszomolszk-na-Amure-be jut.
Vannak itt gépészeti, famegmunkálási, halászati, valamint vasbeton termékeket és falanyagokat gyártó üzemek.
Továbbá összesen 8 általános- és középiskola található a városban és környékén.

## Közlekedés[5]
Régebben volt vasúti összeköttetés Nogliki és Oha között, mára ez megszűnt, és a síneket is felszedték. Juzsno-Szahalinszkből repülővel vagy vasút és busz kombinációjával lehet eljutni a városba. A Nogliki vasútállomásról busz viszi az utasokat a maradék 250 km-es úton. A város repterére heti háromszor érkezik járat Juzsno-Szahalinszkből. Nemrégiben pedig új útvonalat nyitottak Habarovszkba, amely júniustól szeptemberig jár keddenként és csütörtökönként.

## Népessége[3][6]
| Év   | Népesség | Év   | Népesség |
| ---- | -------- | ---- | -------- |
| 1931 | 7 700    | 2000 | 28 200   |
| 1939 | 19 600   | 2003 | 28 000   |
| 1959 | 27 600   | 2006 | 26 900   |
| 1967 | 30 000   | 2010 | 23 000   |
| 1970 | 30 900   | 2013 | 21 800   |
| 1979 | 32 900   | 2016 | 21 100   |
| 1989 | 36 100   | 2019 | 20 400   |
| 1992 | 37 000   | 2021 | 20 350   |
| 1996 | 31 700   | 2023 | 19 900   |

A város népessége 1992 óta 46%-kal csökkent.
2021-ben a népesség 53%-a (10,785 fő) volt nő, és a maradék 47% (9,572 fő) volt férfi.

## Éghajlata
| Hónap                         | Jan.  | Feb.  | Már.  | Ápr. | Máj. | Jún. | Júl. | Aug. | Szep. | Okt. | Nov.  | Dec.  | Év   |
| ----------------------------- | ----- | ----- | ----- | ---- | ---- | ---- | ---- | ---- | ----- | ---- | ----- | ----- | ---- |
| Átlagos max. hőmérséklet (°C) | −17,0 | −14,0 | −5,0  | 2,0  | 11,0 | 20,0 | 22,0 | 23,0 | 16,0  | 7,0  | −5,0  | −14,0 | 3,9  |
| Átlaghőmérséklet (°C)         | −22,0 | −19,0 | −11,0 | −3,0 | 6,0  | 14,0 | 17,0 | 17,0 | 11,0  | 2,0  | −9,0  | −18,0 | −1,2 |
| Átlagos min. hőmérséklet (°C) | −22,0 | −25,0 | −17,0 | −7,0 | 1,0  | 8,0  | 13,0 | 12,0 | 6,0   | −2,0 | −14,0 | −22,0 | −5,6 |
| Átl. csapadékmennyiség (mm)   | 38    | 27    | 49    | 55   | 53   | 22   | 37   | 70   | 84    | 80   | 58    | 55    | 628  |
| Forrás: timeanddate.com       |       |       |       |      |      |      |      |      |       |      |       |       |      |